# FK Spartak Subotica
Spartak Subotica (vollständiger offizieller Name auf Serbisch: Фудбалски клуб Спартак Суботица, Fudbalski klub Spartak Subotica) ist ein serbischer Fußballverein aus Subotica, der in der SuperLiga spielt, der höchsten Spielklasse des Landes.

## Geschichte
Am 21. April 1945 wurde in Subotica ein Sportverein gegründet, der nach Jovan Mikić Spartak benannt wurde, einem Anführer der lokalen jugoslawischen Volksbefreiungsarmee, der 1944 im Kampf gegen die faschistische Besatzung des Landes durch die Achsenmächte während des Zweiten Weltkrieges getötet wurde und zum Nationalhelden Jugoslawiens ernannt wurde. Wenige Monate später wurde die Fußballabteilung des Vereins gegründet. Spartak Subotica war 1946 Gründungsmitglied der neuen 1. jugoslawische Fußballliga und erreichte in seiner ersten Saison den 6. Platz. Bereits in der darauffolgenden Spielzeit stieg man als Vorletzter in die 2. Liga ab, jedoch gelang dem Verein in der Saison 1948/49 als Drittplatzierter der sofortige Wiederaufstieg. Dort konnte sich Spartak eine Saison halten, wurde jedoch 1951 wieder zweitklassig. Dem Verein gelang daraufhin der erneute direkte Wiederaufstieg. In der 1. Liga konnte man sich diesmal bis 1958 halten. Anschließend verbrachte Spartak die nächsten Jahre in der 2. Liga.
1962 erreichte der Verein erstmals das jugoslawische Pokalfinale, das mit 1:4 gegen OFK Belgrad verloren wurde. In der Saison 1971/72 gewann Spartak die Gruppe B der 2. Liga und wurde somit wieder erstklassig, stieg jedoch in der darauffolgenden Spielzeit wieder ab. 1986 konnte man als Meister der Division West wieder die Elite erreichen. Zuvor verpasste der Verein 1980 und 1982 als Vizemeister knapp die 1. Liga. Auch diesmal konnte man sich nur eine Saison in der 1. Liga halten, jedoch wurde Spartak wieder mal auf Anhieb Meister und stieg wieder auf.
Diesmal blieb der Verein bis 1995 erstklassig. Ein Jahr zuvor erreichte er zum zweiten Mal das nationale Pokalfinale, scheiterte aber deutlich an Partizan. Nach dem Abstieg gelang nochmals der direkte Wiederaufstieg und man spielte bis 2000 in der 1. Liga. Vor dem Start in die Saison 2008/09 gab es einen Zusammenschluss mit dem FK Zlatibor Voda. In derselben Saison gelang Spartak die Rückkehr in höchste Liga. Zuvor erfolgte der Abstieg bis in die 3. Liga. In seiner ersten Saison der neuformierten Serbischen SuperLiga gelang 2009/2010 dem Verein der 4. Platz und damit erstmals die Qualifikation zur UEFA Europa League. In der UEFA Europa League 2010/11 scheiterte er in der 3. Runde am ukrainischen Vertreter Dnipro Dnipropetrowsk. In der Saison 2010/2011 verpasste der Verein knapp die erneute Qualifikation zur Europa League. In der Saison 2013/14 konnte nach einem 2:0-Sieg über den amtierenden Meister Partizan das Halbfinale des serbischen Fußballpokals erreicht werden. Um den Einzug ins Finale spielt man gegen den späteren Sieger Vojvodina Novi Sad und verlor Hin- und Rückspiel jeweils mit 0:1.
In der Saison 2017/2018 erreichte der Verein den 4. Platz in der Meisterrunde und qualifizierte sich erneut für die UEFA Europa League. Dort scheiterte man wieder in der 3. Qualifikationsrunde, dieses Mal am dänischen Verein Brøndby IF (0:2, 1:2). In der Runde zuvor eliminierte man jedoch mit Sparta Prag (2:0, 1:2) den Rekordmeister Tschechiens.

## Mitropa-Cup
Teilnahme am Mitropa-Cup, einem der ersten internationalen Wettbewerbe im europäischen Fußball:
| Saison | Wettbewerb  | Runde       | Gegner         | Ergebnis | Platz              |
| ------ | ----------- | ----------- | -------------- | -------- | ------------------ |
| 1987   | Mitropa-Cup | Halbfinale  | Ascoli Calcio  | 1:2      | Ascoli             |
| 1987   | Mitropa-Cup | 3./4. Platz | Vasas Budapest | 0:2      | Porto Sant’Elpidio |

## Europapokalbilanz
| Saison  | Wettbewerb         | Runde                  | Gegner                | Gesamt | Hin     | Rück    |
| ------- | ------------------ | ---------------------- | --------------------- | ------ | ------- | ------- |
| 2010/11 | UEFA Europa League | 2. Qualifikationsrunde | FC Differdingen 03    | 5:3    | 3:3 (A) | 2:0 (H) |
| 2010/11 | UEFA Europa League | 3. Qualifikationsrunde | Dnipro Dnipropetrowsk | 2:3    | 2:1 (H) | 0:2 (A) |
| 2018/19 | UEFA Europa League | 1. Qualifikationsrunde | Coleraine FC          | 3:1    | 1:1 (H) | 2:0 (A) |
| 2018/19 | UEFA Europa League | 2. Qualifikationsrunde | Sparta Prag           | 3:2    | 2:0 (H) | 1:2 (A) |
| 2018/19 | UEFA Europa League | 3. Qualifikationsrunde | Brøndby IF            | 1:4    | 0:2 (H) | 1:2 (A) |

Gesamtbilanz: 10 Spiele, 4 Siege, 2 Unentschieden, 4 Niederlagen, 14:13 Tore (Tordifferenz +1)

## Trainer
- Zoran Milinković (2009–2010, 2012)

## Erfolge
- Jugoslawischer Pokalfinalist: 1962, 1994
- Aufstieg in die 1. Liga: 1949, 1952, 1972, 1986, 1989, 1997, 2008
- UEFA-Europa-League-Qualifikation: 2010, 2018

## Frauenfußball
Die Frauenfußballabteilung spielt unter dem Namen ZFK Spartak Subotica und holte seit ihrer Gründung 1970 einmal die jugoslawische Meisterschaft (1975 als ŽFK Železničar Subotica), sowie dreizehnmal in Folge die serbische Meisterschaft von 2011 bis 2023. Bis dahin konnten sich die Frauen mit zehn Pokalsiegen auch jeweils das Double sichern.

### Erfolge
als ŽFK Železničar Subotica:
- Jugoslawischer Meister: 1975

als ZFK Spartak Subotica:
- Serbischer Meister: 2011, 2012, 2013, 2014, 2015, 2016, 2017, 2018, 2019, 2020, 2021, 2022, 2023
- Serbischer Pokalsieger: 2012, 2013, 2014, 2015, 2016, 2017, 2019, 2021, 2022, 2023

## Tischtennis
Die Männermannschaft gewann 1977 und 1981 den ETTU Cup und erreichte 1978 das Finale.